# 晋康郡 (南齐)
晋康郡，中国南北朝时设置的郡。
南齐改晋原郡为晋康郡，属益州，治所在江原县（今四川省崇州市西北六十里怀远镇）。辖境相当今四川崇州市、新津县、大邑县等地。下辖江原县、临邛县、徙阳县、晋乐县、汉嘉县。南朝梁改为江原郡。